# برق دو فاز

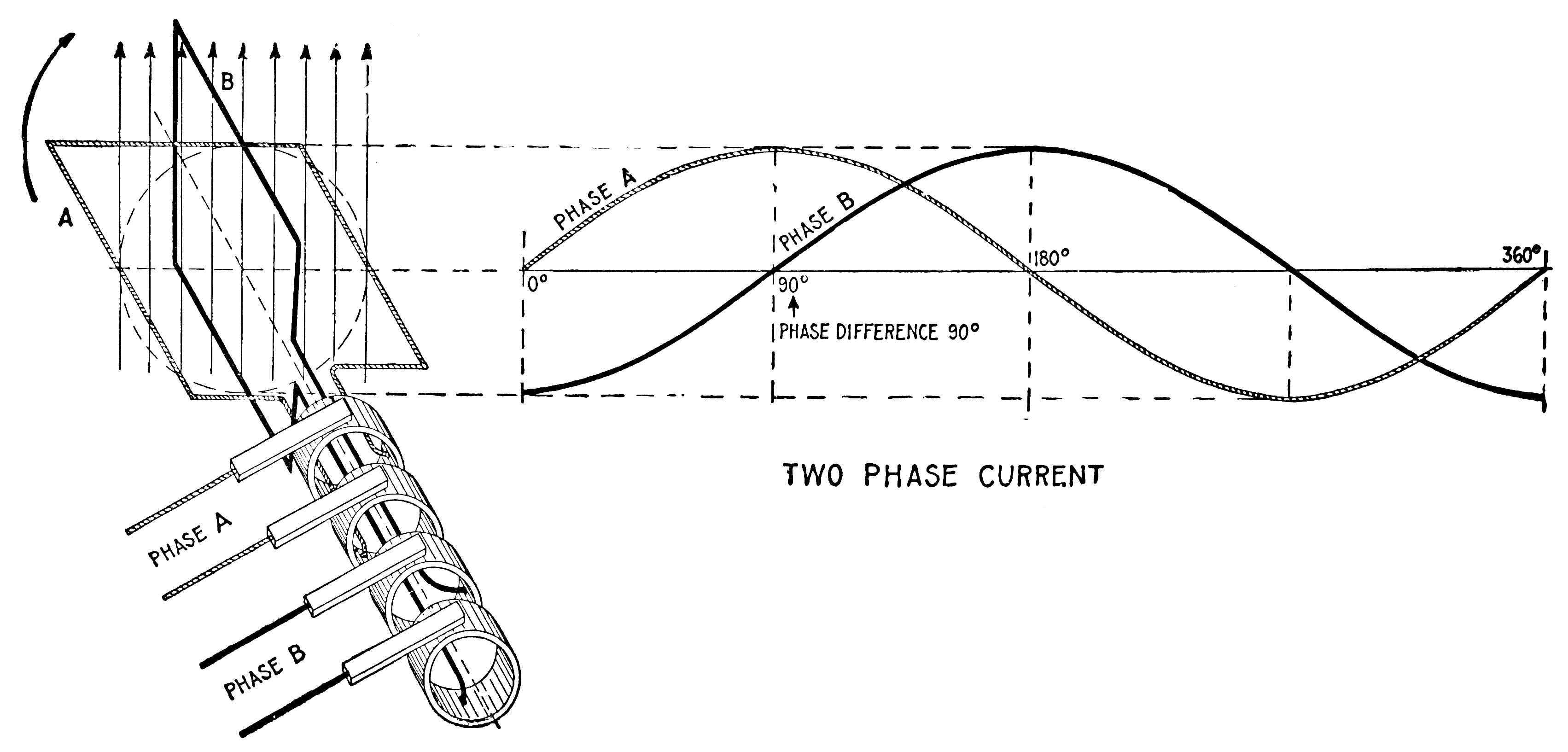
یک نمودار خلاصه‌شده از یک مولد دو-فاز

توان الکتریکی دو فاز یا برق دو-فاز؛ (انگلیسی: Two-phase electric power)، یک سیستم توزیع برق متناوب جریان چند فازی در اوایل قرن بیستم بود. در این سیستم از دو مدار با دو فاز، با تفاوت فاز ولتاژی یک چهارم چرخه، °۹۰ درجه استفاده می‌شد. مدارها معمولاً از چهار سیم استفاده می‌کردند، برای هر فاز دو سیم. گاهی هم از سه سیم؛ یک سیم معمولی با قطر بیشتر، استفاده می‌شد. بعضی از ژنراتورهای اولیهٔ دو فازی دارای دو مجموعهٔ کامل روتور و بالشتک بودند، که تفاوت سیم پیچ‌ها به‌صورت فیزیکی دو فاز مختلف را جبران و تأمین می‌کردند. ژنراتورهای آبشارهای نیاگارا که در سال ۱۸۹۵ نصب شده بودند، در آن زمان بزرگترین ژنراتورهای جهان، و از مولدهای دو مرحله‌ای بودند. در نهایت سیستم‌های سه فاز، جانشین سیستم‌های بنیادی دو فاز برای انتقال و استفادهٔ عمومی از توان الکتریکی شدند. چند سیستم توزیع دو فازی با نمونه‌هایی در فیلادلفیا، پنسیلوانیا وجود دارد. بسیاری از ساختمان‌ها در مرکز شهر نیز به‌طور دائمی برای سیستم سیم کشی شده‌اند مانند هارتفورد، کنتیکت.